# Bodonhely
Bodonhely ist eine ungarische Gemeinde im Kreis Csorna im Komitat Győr-Moson-Sopron.

## Geografische Lage
Bodonhely liegt zweiundzwanzig Kilometer südwestlich des Komitatssitzes Győr und 
dreizehn Kilometer südöstlich der Kreisstadt Csorna am linken Ufer des Flusses Rába. Direkt gegenüber an der anderen Uferseite liegt die Gemeinde Kisbabot, weitere Nachbargemeinden sind Rábaszentmihály, Rábacsécsény, Bágyoszavát und Rábapordány.

## Geschichte
Im Jahr 1907 gab es in der damaligen Kleingemeinde 119 Häuser und 655 Einwohner auf einer Fläche von 1914  Katastraljochen. Sie gehörte zu dieser Zeit zum Bezirk Csorna im Komitat Sopron.

## Sehenswürdigkeiten
- Evangelische Kirche, erbaut in den 1800er Jahren
- 1956er-Gedenkstein (1956-os emlékkő), erschaffen von Ferenc Lebó
- Römisch-katholische Kirche Sarlós Boldogasszony, erbaut 1789 im spätbarocken Stil
- Bildsäule mit Sarlós-Boldogasszony-Statue, im 18. Jahrhundert erschaffen (neben der kath. Kirche)
- Weltkriegsdenkmal

## Verkehr
Durch Bodonhely verläuft die Landstraße Nr. 8511. Es bestehen Busverbindungen nach Kisbabot, über Bágyoszavát nach Csorna sowie über Enese nach Győr. Der nächstgelegene Bahnhof befindet sich nördlich in Enese.